# Norra Gloppet
Norra Gloppet är ett sund i Finland. Det ligger i landskapet Österbotten, i den västra delen av landet, 400 km nordväst om huvudstaden Helsingfors.
Norra Gloppet avgränsas av Lappörarna i väster, Björkö i sydväst samt av Märaskäret och Flannskären i öster. I söder övergår den i Replotfjärden och i norr i Bottenviken vid Ritgrund.